# Sojanasialis longipennis
Sojanasialis longipennis là một loài côn trùng trong họ Parasialidae thuộc bộ Megaloptera. Loài này được Ponomarenko miêu tả năm 1977.